# Chand Torsvik
Chand Torsvik (India, 12 ottobre 1982) è un cantante indiano naturalizzato norvegese.

## Biografia
Chand Torsvik si è fatto conoscere dopo aver vinto la prima edizione di X Factor. Kongeriket Norge (2010), album in studio d'esordio, ha esordito e mantenuto la 2ª posizione della VG-lista per due settimane consecutive. Esso ha prodotto la hit Diamanten (2009), numero uno nella hit parade norvegese e certificata disco d'oro per le 30 000 unità accumulate.
Sono poi usciti gli album Heilt sjæf (2013) e Eremitten (2020).

## Discografia

### Album in studio
- 2010 – Kongeriket Norge
- 2013 – Heilt sjæf
- 2020 – Eremitten

### Album dal vivo
- 2021 – Viljens kraft

### EP
- 2011 – Ikke ein av dæm

### Raccolte
- 2021 – The Best of Chand

### Singoli
- 2009 – Diamanten
- 2015 – Langs ei gate
- 2015 – Du
- 2015 – Namsos
- 2016 – Du må vær liten for å bli stor
- 2016 – Du e stilla æ e vind
- 2017 – Prinsessen
- 2017 – Flytte fjell
- 2017 – Natt & dag
- 2018 – Prinsen
- 2019 – Vingeskutt
- 2021 – Midtsommernatt
- 2021 – Så fint å værra 2
- 2021 – Vi e på vei
- 2023 – Firogtyve daga
- 2024 – 1000 takk
- 2024 – Håp